# Linognathus contractus
Linognathus contractus är en insektsart som beskrevs av Werneck 1959. Linognathus contractus ingår i släktet Linognathus och familjen nötlöss. Inga underarter finns listade i Catalogue of Life.